# أينار غارهاردسن

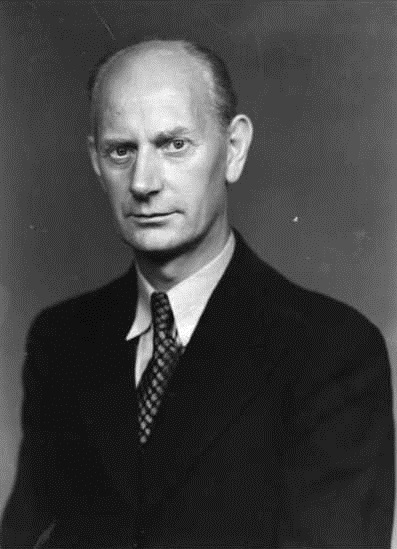
غارهاردسن في عام 1945

أينار غارهاردسن ((بالإنجليزية: Einar Gerhardsen)؛ 10 مايو 1897 – 19 سبتمبر 1987) سياسي نرويجي من حزب العمال شغل منصب رئيس الوزراء لثلاث فترات هي 1945–1951 و1955–1963 وأخيراً 1963–1965.

## روابط خارجية
- أينار غارهاردسن على موقع IMDb (الإنجليزية)
- أينار غارهاردسن على موقع الموسوعة البريطانية (الإنجليزية)
- أينار غارهاردسن على موقع مونزينجر (الألمانية)